# Плосково
Плоско́во (рос. Плосково) — присілок у складі Верховазького району Вологодської області, Росія. Входить до складу Чушевицького сільського поселення.

## Населення
Населення — 258 осіб (2010; 359 у 2002).
Національний склад (станом на 2002 рік):
- росіяни — 100 %